# Пірати! Банда невдах
«Пірати! Банда невдах» (англ. The Pirates! Band of Misfits) — комп'ютерний фільм із застосуванням пластилінової анімації, знятий за мотивами серії книг Гідеона Дефо «Пірати!» у 2012 році.
На даний момент продовження у фільму немає, але творці фільму не виключають можливості зняти сиквел

## Сюжет
1837 рік. Королева Великої Британії, Вікторія, наказує своєму адміралу покласти край піратам, яких вона ненавидить понад усе на світі (настільки, що на її гербі написано «Я ненавиджу піратів»).
Головний герой — Пірат Капітан — очолює дружну, проте не вельми організовану банду піратів-аматорів. Усі вони намагаються зрівнятися в славі з іншими головними піратами сучасності. Щоб довести свою велич, Пірат Капітан подає заявку на щорічний конкурс «Пірат року». Як думає Пірат Капітан, оскільки він щороку програвав, то тепер йому за статистикою неодмінно пощастить. Для перемоги треба принести піратському королю найбільшу здобич. У пошуках трофеїв пірати беруть на абордаж кілька кораблів, але на кожному не виявляється нічого цінного. Останнім стає корабель Чарлза Дарвіна. Вчений розповідає Капітану, що його гаданий папуга Поллі — це рідкісний птах додо, котрі давно вимерли. Завдяки такій сенсації, каже Дарвін, можна виграти конкурс «Науковець року» і розбагатіти.
У Лондоні пірати отримують приз з рук самої королеви Вікторії, хоча вона ненавидить усіх піратів. Але Пірата Капітана вона не страчує і навіть пропонує продати їй рідкісного птаха за велику винагороду. Той, потайки від команди, погоджується. Капітан таким чином легко отримує звання «Пірат року», але на церемонії вручення головний конкурент Пірата Капітана Блек Белламі заявляє, що помилуваний королевою пірат не може вважатися піратом і приз у Пірата Капітана забирають.
Пірат Капітан вирішує забрати Поллі у королеви назад. Та пташка потрібна була Вікторії не для забавки, а для щорічного бенкету, на якому глави різних держав збираються поїсти м'яса рідкісних тварин. Бенкет відбувається на пароплаві, і щоб потрапити туди, Капітан з Дарвіном користуються дирижаблем. Дізнавшись про присутність пірата на кораблі, королева вирушає розправитися з ним особисто. Як виявляється, вона чудово б'ється мечами, проте Капітан перемагає хитрощами, скинувши на неї бочки.
Врятувавши Поллі, Капітан повертається до своєї команди. Його пірати визнають, що Капітан для них найкращий, щоб там про нього не казали інші. Несподівано королева хапає птаха і тікає на дирижаблі. Між нею та Поллі стається бійка, дирижабль дірявиться і пташка вистрибує. Вікторія обіцяє, що Капітана тепер розшукуватимуть по всьому світу за найбільшу винагороду аби стратити. Пірати, однак, радіють, бо це означає, що Капітан тепер знову справжній пірат.

## Створення
- Над мультфільмом працювало 525 людей. З них 33 аніматори. Знімальна група складалась з 41 особи. Зйомки велися у чотирьох павільйонах.
- Під час роботи над фільмом разом з комп'ютерною анімацією іноді використовували технологію Rapid Prototype. Деталі лицевої анімації видруковували на спеціальних 3D-принтерах та розфарбовували вручну. Майже кожну сцену з королевою Вікторією доводилося робити в такому вигляді.
- Корабель головного героя складається з 44 569 елементів. Вагою 349 кілограмів, завдовжки 4,2 метра і заввишки — 4,5 м. На його збирання пішло майже сім місяців.
- Мовлення персонажів аніматори симулювали за допомогою спеціальних губних накладок. Кожен персонаж мав свій набір таких накладок, складених в ту чи іншу гримасу. До голови вони кріпилися за допомогою магнітів. Накладки розроблялися на комп'ютері, а потім відливалися з гуми. Усього їх виготовили 6818. З них Піратові Капітану належало 1364.
- Для головної піратської команди виготовили 140 наборів вій.

## Український дубляж
| Персонаж (оригінальне ім'я)             | Оригінальне озвучення | Український дубляж     |
| --------------------------------------- | --------------------- | ---------------------- |
| Пірат Капітан (The Pirate Captain)      | Г'ю Грант             | Олег «Фагот» Михайлюта |
| Номер 2 (The Pirate with a Scarf)       | Мартін Фріман         | Олесь Гімбаржевський   |
| Чарлз Дарвін (Charles Darwin)           | Девід Теннант         | Ігор Кондратюк         |
| Шаблюка Ліз (Cutlass Liz)               | Сальма Гаєк           | Олена Узлюк            |
| Блек Белламі (Black Bellamy)            | Джеремі Півен         | Андрій Самінін         |
| Пірат з подагрою (The Pirate with Gout) | Брендан Глісон        | Віктор Андрієнко       |
| Скарлет Морган (Scarlett Morgan)        | Девід Шнайдер         | Анатолій Барчук        |
| Піратський Король (The Pirate King)     | Брайан Блессед        | Валерій Чигляєв        |
| королева Вікторія (Queen Victoria)      | Імелда Стонтон        |                        |

- Фільм дубльований студією «LeDoyen» у 2012 році.
- Переклад: Романа Кисельова
- Режисер дубляжу: Ольга Фокіна
- Звукорежисер: Віталій Ящук
- Звукорежисер перезапису: Олег Кульчицький
- Координатор проєкту: Аліна Гаєвська